# Уставност
Уставност је принцип у уставном праву према коме сви правни акти морају бити у складу са уставом као највишим правним актом. Оцену уставности обично врше уставни судови, а у Србији је то Уставни суд Републике Србије.

## Уставност и правни континуитет
Правни систем прописује начин промене устава, која се креће у границама правног поретка и уставности. Устав Србије из 2006. прописује начин промене устава у свом деветом делу. Промена устава може бити извшена и револуцијом, која је увек неуставна и правни систем се бори против ње, међутим уколико је једном успешно изведена долази до успостављања новог уставног поретка који изнова дефинише шта је устав и уставност у њему.
Неки устави забрањују промену устава, такав је био случај са монархистичким Уставом Грчке из 1911. у таквој ситуацији сама промена устава је неуставна.

## Правни систем Србије
Устав Србије (2006) садржи принцип уставности, и у четвртом делу устава где се говори о надлежности Републике Србије, као једна од надлежности наводи се и заштита уставности.
Оцену уставности према Уставу Србије врши Уставни суд, а његове одлуке су коначне, извршне и општеобавезујуће.
У осмом делу устава, под називом Уставност и законитост, где се говори о хијерархији домаћих и страних правних аката, наводи се да је Устав највиши правни акт у Србији, и да сви правни акти морају бити у складу са њим. Међународни уговори које Србија склопи морају бити у складу са Уставом и по хијерархији се налазе изнад закона али испод устава.

## Уставност у државама чланицама ЕУ
Европски суд правде примењује принцип примата права Европске уније у односу на национална права, чак и у случају да је право ЕУ у супротности са уставом државе чланице. Овај принцип се развијао постепено и имао је тенденцију раста утицаја Европског суда правде у односу на право националних држава. Неке државе чланице су приликом приступања своје правне системе усагласиле са правом ЕУ, а неке државе су то урадиле преко пресуда својих врховних судова.
Међутим неке државе чланице и даље не признају у потпуности овај ауторитет Европском суду правде, и у пракси још увек долази до конфликта између права ЕУ и права држава чланица.